# بيتر آدمك
بيتر آدمك (مواليد 6 يونيو 1960) هو سبّاح تشيكوسلوفاكي، مثّل بلاده في الألعاب الأولمبية الصيفية 1980.

## روابط خارجية
بيتر آدمك على موقع الاتحاد الدولي للسباحة (الإنجليزية)
- بيتر آدمك على موقع أوليمبيديا (الإنجليزية)
- بيتر آدمك على موقع اللجنة الأولمبية التشيكية (التشيكية)